# アンドレアス・バウム
アンドレアス・バウム（ドイツ語: Andreas Baum、1978年7月5日 - ）は、ドイツの政治家で、ドイツ海賊党のベルリン支部ドイツ海賊党ベルリンの元党員。
2011年のベルリン市議会選挙で海賊党が15議席を獲得した際に、彼はベルリン市議会に入った。